# Alexander Voigt (Fagottist)
Alexander Voigt (* 7. Dezember 1964 in Sondershausen) ist ein deutscher Fagottist und Schauspieler.

## Leben
Alexander Voigt studierte 1981–1986 in Weimar an der Hochschule für Musik „Franz Liszt“ bei Manfred Beyer Fagott, war 1986–2006 Solofagottist und ist seit 2006 stellvertretender Solofagottist beim Rundfunk-Sinfonieorchester Berlin. 1989–2002 war er Lehrbeauftragter an der Berliner Hochschule für Musik „Hanns Eisler“. Neben seinen kammermusikalischen und solistischen Engagements wurde er 2002 als Solofagottist zu den Bayreuther Festspielen berufen.
Der deutsche Liedermacher, Autor und Regisseur Hans-Eckardt Wenzel, in dessen Band Voigt seit 1995 Fagott spielt, wurde bei Produktionen mit dem Berliner Rundfunk-Sinfonieorchester auf Voigts Schauspieltalent aufmerksam und besetzte ihn zusammen mit dem Tubisten Georg Schwark als Moderator und Rezitator. Im Jahr 2000 entstand unter der Regie von H. E. Wenzel eine Interpretation von Kurt Schwitters Ursonate, von welcher unter dem Titel Alexander Voigt spricht / spielt / bläst / röhrt / rappt und zelebriert DIE URSONATE von Kurt Schwitters 2004 in Co-Produktion von Deutschlandradio Kultur und Conträr-Musik Lübeck ein Mitschnitt auf CD veröffentlicht wurde.